# Helianthemum morisianum
Helianthemum morisianum är en solvändeväxtart som beskrevs av Antonio Bertoloni. Helianthemum morisianum ingår i släktet solvändor, och familjen solvändeväxter. Inga underarter finns listade i Catalogue of Life.